# Nanas e janas
Nanas e janas è un album della cantautrice italiana Marisa Sannia, pubblicato dall'etichetta discografica Nar International.

## Il disco
L'album, il cui titolo tradotto in italiano significa Ninnenanne delle fate, è il terzo della svolta etnica di Marisa Sannia: i testi, scritti tutti dalla cantautrice (con la collaborazione di Maria Lai per Solesale e Unu tempus chi no isco e con l'eccezione di Solament l'amor, scritta dal poeta sardo-algherese Antonio Canu) sono in lingua sarda (tranne Solesale, in italiano, Solament l'amor in algherese (catalano), e Nana de los luceros, in castigliano), e la Sannia è anche autrice di tutte le musiche e, insieme a Marco Piras, degli arrangiamenti, che si rifanno alla tradizione mediterranea.
L'unica canzone di cui la Sannia è solo interprete è Nana de los luceros, scritta da David Pena Dorantes e Pedro Pena Fernandez.
Il disco è stato registrato negli studi Telecinesound di Roma, e il tecnico del suono è Aldo Amici; la copertina è di Angela Grilletti Migliavacca.
Le canzoni sono edite dalle edizioni musicali Nar International, tranne Nana de los luceros, edita dalle edizioni Flamenco Sound y Artes Escenicas di Siviglia.

## I musicisti
- Marisa Sannia: voce, chitarra
- Mauro Di Domenico: chitarra, bouzouki
- Marco Piras: chitarra
- Ernesto Vitolo: pianoforte, fisarmonica
- Rosario Jermano: percussioni
- Fabrizio Fabiano: violoncello
- Marcello Murru: voce recitante

## Tracce
1. Chie so – 3:46
2. Cando – 3:29
3. Duas e tres – 3:12
4. Unu tempus chi no isco – 3:03
5. Solesale – 3:44
6. Nanas e janas – 3:27
7. Mirada incantadora – 3:43
8. Cara e mela – 3:34
9. Nana de los luceros – 4:14
10. Misteriu profundu – 4:18
11. Drommit su mundu – 4:16
12. Deris e cras – 3:20
13. Solament l'amor – 3:51